# Mèlia comuna

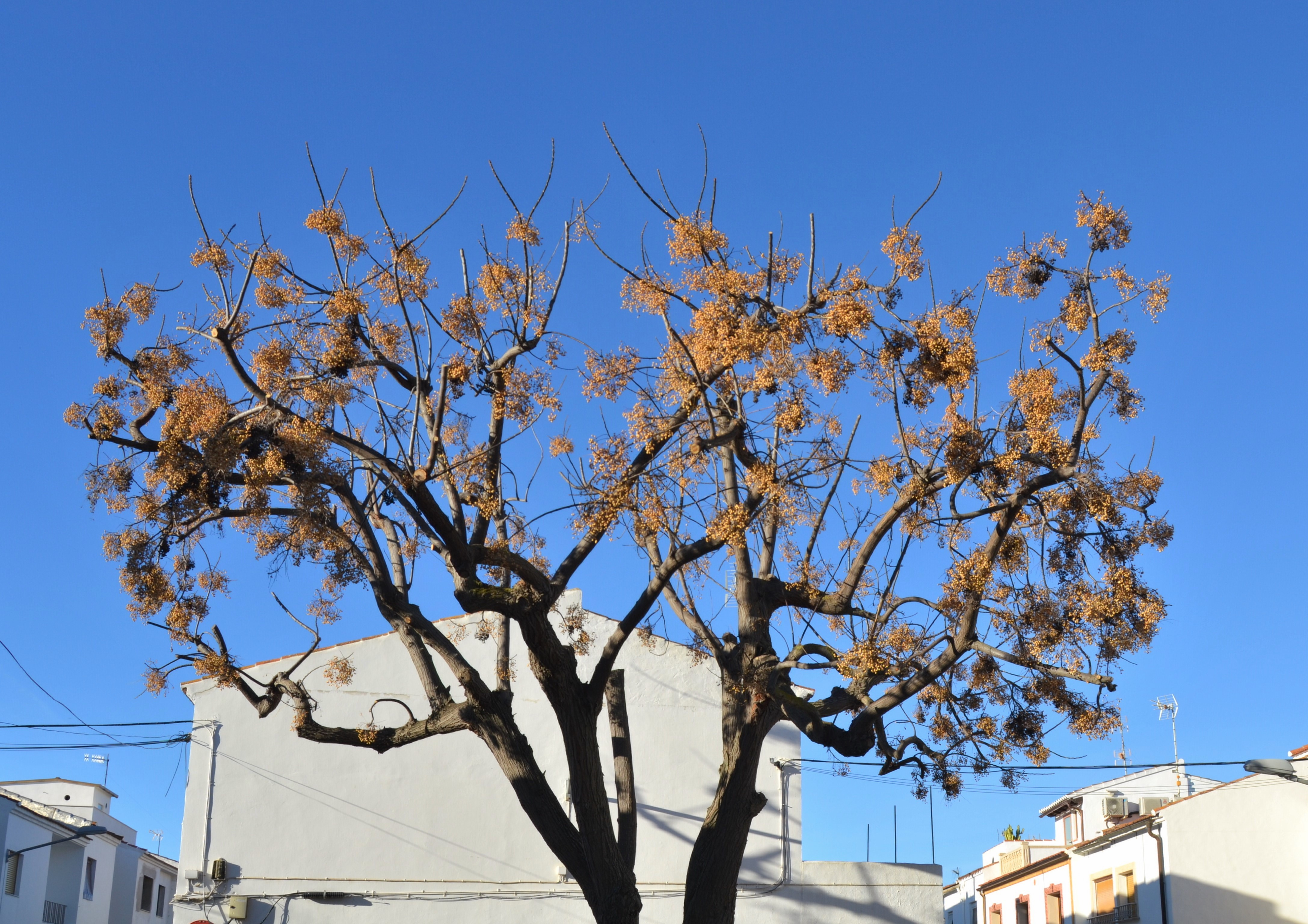
Aspecte hivernal, sense fules però amb els fruits esfèrics de l'any anterior

La mèlia o el metziner és un arbre originari de la Xina central i occidental i nord de l'Índia. El seu conreu s'ha escampat per tota la Mediterrània.
De 6 a 10 m d’alçada, el tronc recte posseeix una escorça grisenca. La capa arrodonida, encara que la ramificació és abundant, proporciona una ombra poc densa. Les fulles, caduques, són doblement compostes els folíols, de 3 a 5 cm de llargada, son ovalanceolats. Les flors petites tenen 5 pètals de color blavós o violeta pàl·lid, i es troben reunides en raïms erectes, llargament pedunculats. La floració esdevé el maig. Els fruits són del tipus drupa, globosos, groguencs en la seva maduresa, i romanen a l'arbre durant l'hivern.

## Noms comuns
Amèlia, arbre de grau de Rosari, arbre de sabonetes, arbre del Paradís, arbre sant, azedarac (València), cínamom (Mallorca), gessamí d'Amèrica, lilà de les Índies, lilà de Pèrsia, llessamí d'Amèrica, mèlia, metzina, metziner, metzines, parenostre, rosarier, xuclamoro.

## Resistència i requeriments edàfics
És una espècie característica del clima subtropical, encara que és bastant resistent a la calor i la sequedat ambiental, tot i que requereix una certa humitat en el sòl. Viu sobre tota classe de sòls, encara que prefereix els silícics. El seu creixement és bastant ràpid, però cal col·locar-lo una mica resguardat del vent fort, ja que les seves branques són fràgils i poden partir-se amb facilitat.

## Distribució a Catalunya
La planta es va adaptar al clima mediterrani, i és molt comú trobar-les en tota Catalunya, Illes Balears, i la resta d'Espanya. Per exemple, en moltes zones de Barcelona com ara el Poblenou.

## Distribució a la resta del món
Aquest arbre va ser conreat en diferents regions d'Àsia i ha arribat a adaptar-se en la zones càlides i temperades de tot el món, com a la regió mediterrània. (CABI invasive espècies compendium).

## Potencial invasor
M. azedarach té un creixement ràpid, una maduresa primerenca, és tòxic, té pocs enemics naturals i és un productor prolífic de llavors que són dispersades per vectors aviaris. S'ha convertit en invasora en diversos llocs d'Amèrica, el Pacífic i Àfrica, i s'ha classificat com a espècie invasora en alguns països com Sud-àfrica i Hawaii, als EUA. És difícil de controlar per la seva capacitat per a rebrotar de trossos i per emetre fillols a partir de la soca, i per la despesa de les tècniques químiques.

## Usos

### Ús ornamental
S'usa molt com a ornamental en parcs i passejos, per la bellesa de les seves flors i el seu fullatge, i ofereix una ombra de densitat mitjana.

### Usos comuns
La mèlia fa una fusta apreciada de densitat mitjana i semblant a la teca de Birmània. La seva fusta és bona per a ebenisteria, i a Andalusia s'empra també en construcció.
Els seus extractes vegetals són utilitzats per lluitar contra el puçot, una plaga que afecta les quenopodàcies.
De les dures llavors se'n fan rosaris i altres productes.

### Ús medicinal
Tradicionalment, diferents parts com ara fulla, flor, llavor, fruit i branques joves que s'han utilitzat per al tractament de la malària, la diabetis, tos, malalties de la pell, etc. Estudis experimentals i clínics demostren que té propietats anticonceptives, antioxidants, antimicrobianes, antiinflamatòries, cardioprotectores, analgèsiques, anticanceroses, antiulceroses, antipirètiques, i altres. Per tant, es pot concloure que M. azedarach és una planta medicinal tradicional i clínicament provada per a la seva aplicació i eficàcia. Les recerques són altament necessàries per a purificar els components de M. azedarach de manera econòmica, i la seva caracterització en termes de naturalesa química i estat d'ànim d'acció a nivell molecular. Gairebé amb tota seguretat, aquests components tan naturals poden resultar potencialment beneficiosos, però comparativament menys tòxics que les drogues d'avui dia.

## Toxicitat
Les fruites són verinoses per als humans si es mengen en grans quantitats. Els primers símptomes d'intoxicació apareixen unes hores després ingestió. Poden incloure pèrdua d'apetit, vòmits, restrenyiment o diarrea, femta amb sang, mal de panxa, congestió pulmonar, aturada cardíaca, rigidesa, falta de coordinació i feblesa general. La mort pot tenir lloc després d'aproximadament 24 hores.

## Galeria

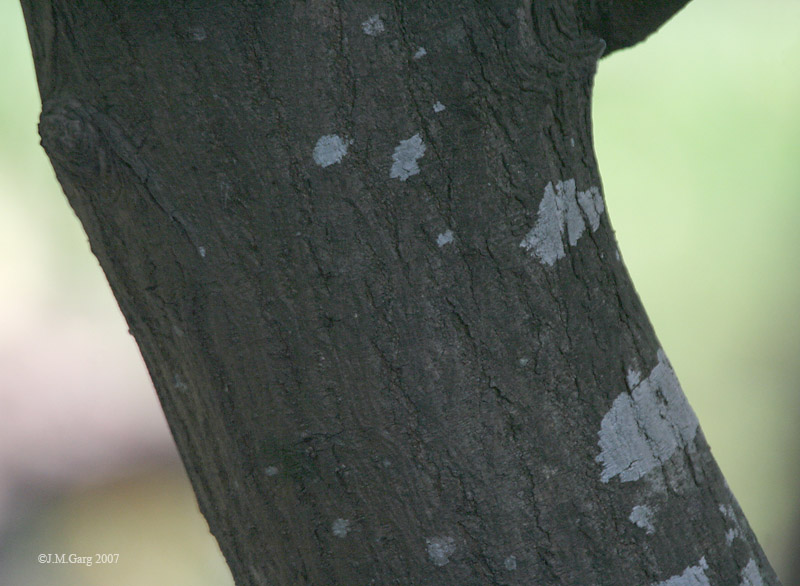
tronc a Kolkata, Índia.
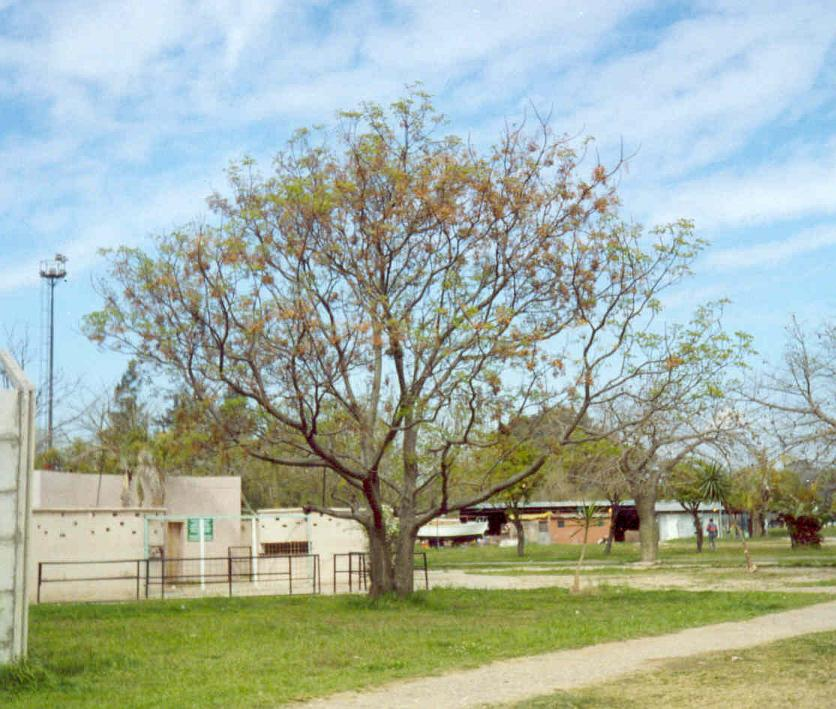
fruits
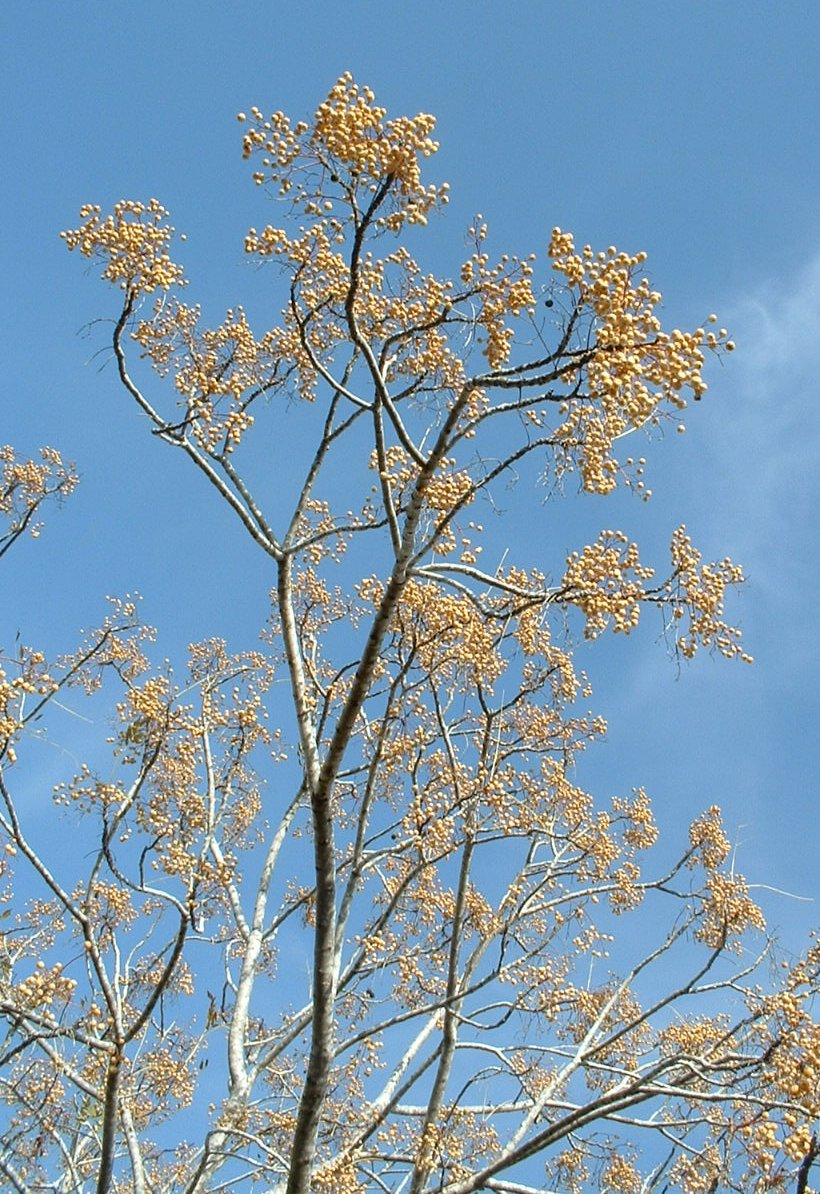
Branques sense fulles i amb fruits
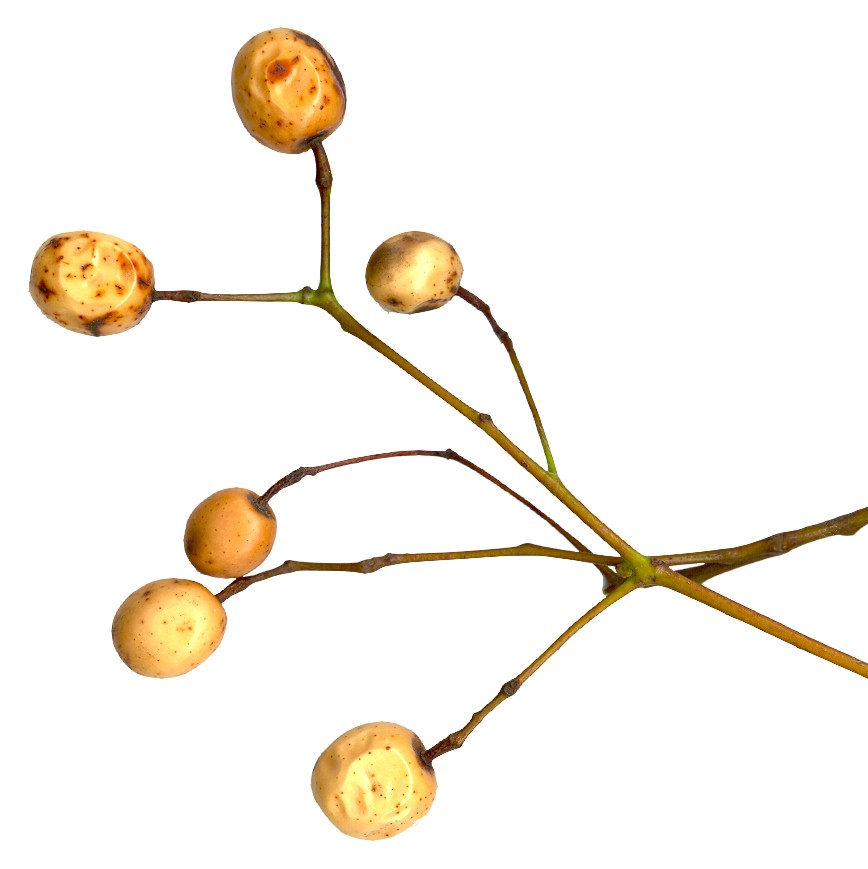
Fruit
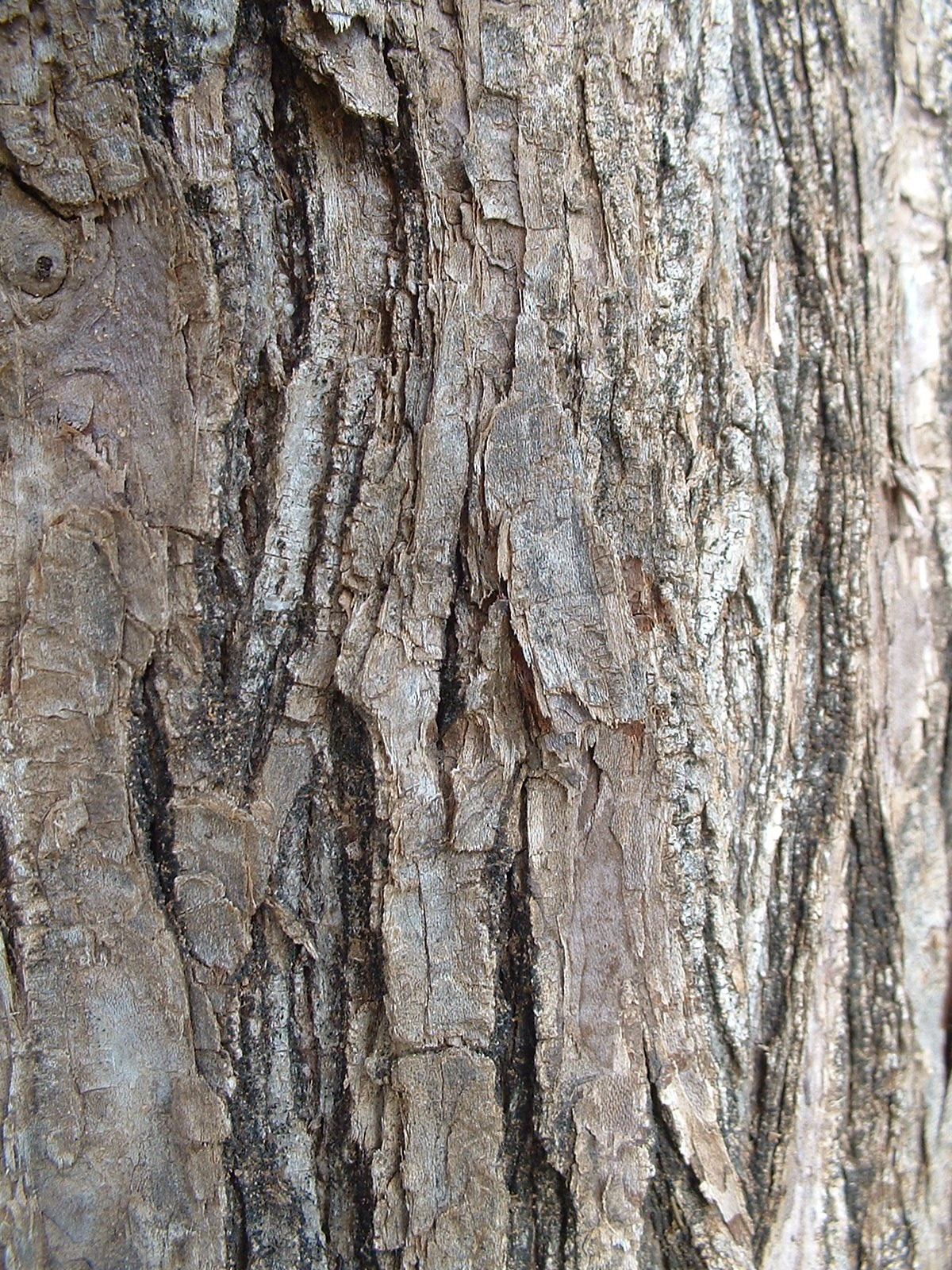
Escorça